# Campeonato Mundial de Atletismo de 2019 - Salto com vara feminino
A competição do salto com vara feminino no Campeonato Mundial de Atletismo de 2019 foi realizada no Estádio Internacional Khalifa, em Doha, no Catar, entre os dias 27 e 29 de setembro.

## Recordes
Antes da competição, os recordes eram os seguintes: 
| Recorde mundial                               | Yelena Isinbayeva (RUS) | 5.06 | Zurique, Suíça                | 28 de agosto de 2009 |
| Recorde do campeonato                         | Yelena Isinbayeva (RUS) | 5.01 | Helsínquia, Finlândia         | 12 de agosto de 2005 |
| Melhor marca do ano                           | Jennifer Suhr (USA)     | 4.91 | Austin, Estados Unidos        | 30 de março de 2019  |
| Recorde africano                              | Elmarie Gerryts (RSA)   | 4.42 | Wesel, Alemanha               | 12 de junho de 2000  |
| Recorde asiático                              | Li Ling (CHN)           | 4.72 | Xangai, China                 | 18 de maio de 2019   |
| Recorde da América do Norte, Central e Caribe | Jennifer Suhr (USA)     | 5.02 | Albuquerque, Estados Unidos   | 2 de março de 2013   |
| Recorde sul-americano                         | Fabiana Murer (BRA)     | 4.87 | São Bernardo do Campo, Brasil | 3 de julho de 2016   |
| Recorde europeu                               | Yelena Isinbayeva (RUS) | 5.06 | Zurique, Suíça                | 28 de agosto de 2009 |
| Recorde da Oceania                            | Eliza McCartney (NZL)   | 4.94 | Jockgrim, Alemanha            | 17 de julho de 2018  |

Os seguintes recordes mundiais ou olímpicos foram estabelecidos durante esta competição:
| Data           | Evento | Atleta             | Distância | Notas               |
| -------------- | ------ | ------------------ | --------- | ------------------- |
| 29 de setembro | Final  | Anzhelika Sidorova | 4.95 m    | Melhor marca do ano |

## Medalhistas
| Ouro               | Prata              | Bronze                   |
| Anzhelika Sidorova | Sandi Morris (USA) | Katerina Stefanidi (GRE) |

## Tempo de qualificação
| Tempo de qualificação |
| --------------------- |
| 4.56 m                |

## Calendário
| Data                   | Horário | Fase         |
| ---------------------- | ------- | ------------ |
| 27 de setembro de 2019 | 20:30   | Qualificação |
| 29 de setembro de 2019 | 20:01   | Final        |

Todos os horários estão no horário local (UTC+3)

## Resultados

### Qualificação
Qualificação: 4,60 m (Q) ou as 12 melhores performances (q). 
| Pos. | Grupo | Atleta                 | Nacionalidade   | 4.20 | 4.35 | 4.50 | 4.55 | 4.60 | Marca | Notas                |
| ---- | ----- | ---------------------- | --------------- | ---- | ---- | ---- | ---- | ---- | ----- | -------------------- |
| 1    | A     | Holly Bradshaw         | Reino Unido     | –    | –    | –    | –    | o    | 4.60  | Q                    |
| 1    | B     | Sandi Morris           | Estados Unidos  | –    | –    | o    | –    | o    | 4.60  | Q                    |
| 1    | A     | Katie Nageotte         | Estados Unidos  | –    | –    | o    | –    | o    | 4.60  | Q                    |
| 1    | A     | Alysha Newman          | Canadá          | –    | o    | o    | –    | o    | 4.60  | Q                    |
| 1    | B     | Katerina Stefanidi     | Grécia          | –    | –    | –    | –    | o    | 4.60  | Q                    |
| 1    | A     | Anzhelika Sidorova     | Atletas Neutros | –    | –    | –    | –    | o    | 4.60  | Q                    |
| 1    | A     | Iryna Zhuk             | Bielorrússia    | –    | o    | o    | –    | o    | 4.60  | Q                    |
| 8    | A     | Nikoleta Kiriakopoulou | Grécia          | –    | –    | xo   | –    | o    | 4.60  | Q                    |
| 8    | B     | Yarisley Silva         | Cuba            | –    | –    | o    | xo   | o    | 4.60  | Q                    |
| 10   | A     | Li Ling                | China           | –    | o    | xxo  | –    | o    | 4.60  | Q                    |
| 11   | A     | Angelica Moser         | Suíça           | o    | o    | o    | o    | xo   | 4.60  | Q                    |
| 11   | B     | Robeilys Peinado       | Venezuela       | o    | o    | o    | o    | xo   | 4.60  | Q                    |
| 11   | B     | Jennifer Suhr          | Estados Unidos  | –    | –    | –    | –    | xo   | 4.60  | Q                    |
| 14   | A     | Lisa Ryzih             | Alemanha        | –    | o    | xo   | –    | xo   | 4.60  | Q                    |
| 15   | B     | Angelica Bengtsson     | Suécia          | –    | –    | o    | –    | xxo  | 4.60  | Q                    |
| 16   | B     | Ninon Guillon-Romarin  | França          | –    | o    | xo   | –    | xxo  | 4.60  | Q                    |
| 17   | B     | Tina Šutej             | Eslovênia       | o    | o    | o    | xxo  | xxo  | 4.60  | Q                    |
| 18   | B     | Nicole Büchler         | Suíça           | –    | o    | xo   | xo   | xxx  | 4.55  | Recorde da temporada |
| 19   | B     | Xu Huiqin              | China           | –    | o    | o    | xxx  | z !  | 4.50  |                      |
| 20   | A     | Fanny Smets            | Bélgica         | o    | xo   | o    | xxx  | z !  | 4.50  |                      |
| 21   | A     | Maryna Kylypko         | Ucrânia         | o    | o    | xxo  | xxx  | z !  | 4.50  |                      |
| 22   | B     | Kelsie Ahbe            | Canadá          | o    | o    | xxx  | z !  | z !  | 4.35  |                      |
| 22   | A     | Romana Maláčová        | Chéquia         | o    | o    | xxx  | z !  | z !  | 4.35  |                      |
| 22   | A     | Wilma Murto            | Finlândia       | o    | o    | xxx  | z !  | z !  | 4.35  |                      |
| 25   | A     | Michaela Meijer        | Suécia          | xo   | o    | xxx  | z !  | z !  | 4.35  |                      |
| 25   | B     | Lene Onsrud Retzius    | Noruega         | xo   | o    | xxx  | z !  | z !  | 4.35  |                      |
| 27   | B     | Alyona Lutkovskaya     | Atletas Neutros | o    | xo   | xxx  | z !  | z !  | 4.35  |                      |
| 28   | B     | Liz Parnov             | Austrália       | xo   | xo   | xxx  | z !  | z !  | 4.35  |                      |
| 29   | A     | Roberta Bruni          | Itália          | o    | xxo  | xxx  | z !  | z !  | 4.35  |                      |
| 29   | B     | Irina Ivanova          | Atletas Neutros | o    | xxo  | xxx  | z !  | z !  | 4.35  |                      |
| 31   | A     | Killiana Heymans       | Países Baixos   | o    | xxx  | z !  | z !  | z !  | 4.20  |                      |
| 32 ! | B     | Katharina Bauer        | Alemanha        | xxx  | z !  | z !  | z !  | z !  | NH    |                      |

### Final
A final ocorreu dia 29 de setembro às 20:01. 
| Pos.              | Atleta                 | Nacionalidade   | 4.50 | 4.70 | 4.80 | 4.85 | 4.90 | 4.95 | Marca | Notas                |
| ----------------- | ---------------------- | --------------- | ---- | ---- | ---- | ---- | ---- | ---- | ----- | -------------------- |
| Medalha de ouro   | Anzhelika Sidorova     | Atletas Neutros | o    | o    | o    | o    | o    | xxo  | 4.95  | ,                    |
| Medalha de prata  | Sandi Morris           | Estados Unidos  | o    | o    | o    | o    | o    | xxx  | 4.90  | Recorde da temporada |
| Medalha de bronze | Katerina Stefanidi     | Grécia          | o    | o    | xo   | xo   | x-   | xx   | 4.85  | Recorde da temporada |
| 4                 | Holly Bradshaw         | Grã-Bretanha    | o    | o    | xo   | xx-  | x    |      | 4.80  |                      |
| 5                 | Alysha Newman          | Canadá          | xo   | o    | xo   | xxx  | z !  | z !  | 4.80  |                      |
| 6                 | Angelica Bengtsson     | Suécia          | o    | xxo  | xxo  | xxx  | z !  | z !  | 4.80  | =                    |
| 7                 | Katie Nageotte         | Estados Unidos  | o    | o    | xxx  | z !  | z !  | z !  | 4.70  |                      |
| 7                 | Robeilys Peinado       | Venezuela       | o    | o    | xxx  | z !  | z !  | z !  | 4.70  | =                    |
| 7                 | Jenn Suhr              | Estados Unidos  | –    | o    | xxx  | z !  | z !  | z !  | 4.70  |                      |
| 7                 | Iryna Zhuk             | Bielorrússia    | o    | o    | xx-  | x    | z !  | z !  | 4.70  | =                    |
| 11                | Yarisley Silva         | Cuba            | xxo  | o    | xxx  | z !  | z !  | z !  | 4.70  |                      |
| 12                | Ninon Guillon-Romarin  | França          | o    | xo   | xxx  | z !  | z !  | z !  | 4.70  |                      |
| 13                | Nikoleta Kiriakopoulou | Grécia          | o    | xxx  | z !  | z !  | z !  | z !  | 4.50  |                      |
| 13                | Li Ling                | China           | o    | x-   | xx   | z !  | z !  | z !  | 4.50  |                      |
| 13                | Angelica Moser         | Suíça           | o    | xxx  | z !  | z !  | z !  | z !  | 4.50  |                      |
| 13                | Tina Šutej             | Eslovênia       | o    | xxx  | z !  | z !  | z !  | z !  | 4.50  |                      |
| 17                | Lisa Ryzih             | Alemanha        | xo   | xxx  | z !  | z !  | z !  | z !  | 4.50  |                      |

Legenda
| Recorde mundial       | Recorde mundial (World record)               |                       | Recorde africano                      | Recorde africano (African) |                                           | Q | Classificado por posição (Qualified) |
| Recorde do campeonato | Recorde do campeonato (Championship record)  | Recorde da América    | Recorde da América (Americas)         | q                          | Classificado por melhor tempo (Qualified) |   |                                      |
| Melhor marca do ano   | Melhor marca do ano (World leading)          | Recorde asiático      | Recorde asiático (Asian)              | DNS                        | Não largou (Did not start)                |   |                                      |
| Recorde nacional      | Recorde nacional (National record)           | Recorde europeu       | Recorde europeu (European)            | DNF                        | Não terminou (Did not finish)             |   |                                      |
| Recorde pessoal       | Recorde pessoal do atleta (Personal best)    | Recorde da Oceania    | Recorde da Oceania (Oceania)          | DSQ / DQ                   | Desclassificado (Disqualified)            |   |                                      |
| Recorde da temporada  | Recorde da temporada do atleta (Season best) | Recorde sul-americano | Recorde sul-americano (South America) | NM                         | Sem marca (No mark)                       |   |                                      |